# 愛の入江
愛の入り江 (Sinus Amoris) は、静かの海の北東から北に伸びる部分である。この湾の月面座標は、北緯18.1°、東経39.1°であり、直径は130 kmである。湾の北には、タウルス山の山頂がある。
静かの海につながる南端付近には、テオプラストス・クレーターがある。また西端に沿ってマラルディ・クレーターやマラルディ山がある。東の境界は、カーマイケル・クレーターとヒル・クレーターである。湾の中央にはいくつかの低いリッジがあるが、他は比較的平らである。南の湾口には、いくつかの小さな楯状火山に囲まれたエサム山がある。